# أحمد الجلبي
أحمد عبد الهادي عبد الحسين الجلبي (30 أكتوبر 1944 - 3 نوفمبر 2015) هو رجل أعمال سابق وسياسي عراقي اشتهر بمعارضته لحزب البعث الحاكم آنذاك وبالخصوص صدام حسين ولعب دورا في إقناع الولايات المتحدة للإطاحة بصدام حسين في عام 2003 . حاصل على درجة الدكتوراه في الرياضيات من جامعة شيكاغو، اختير عضوا في مجلس الحكم العراقي الانتقالي وترأسه لفترة (كل عضو في المجلس يصبح رئيسا له لمدة 30 يوم). يحسب الجلبي على الاتجاه الليبرالي ورغم ذلك كان مهتم لقضية الشيعة في العراق وإعلان أغلبيتهم وأحقيتهم في الحصول على الحكم كما أسس (البيت الشيعي)، وكان له دور بارز في تأسيس قائمة الإئتلاف العراقي الموحد والتي عن طريقها حصل على مقعد في الجمعية الوطنية الانتقالية التي جرى انتخابها في 30 يناير 2005. أصبح أحد نائبي رئيس الوزراء العراقي السابق إبراهيم الجعفري في الحكومة الانتقالية للفترة من مايو 2005 وحتى مايو 2006. بعد أن أقرت الجمعية الوطنية الدستور الدائم أجريت انتخابات لمجلس النواب العراقي في 15 ديسمبر 2005. وقد قاد الجلبي المؤتمر الوطني العراقي في هذه الانتخابات لكنه فشل في الفوز بمقعد في البرلمان الجديد، كما لم تسند له أي حقيبة وزارية في الحكومة العراقية التي شكلت في مايو 2006. لكن رئيس الوزراء السابق نوري المالكي عينه في عام 2007 رئيسا للجنة توفير الخدمات. كما عينه الحاكم المدني بريمر رئيسا للهيئة الوطنية لاجتثاث البعث والتي أصبحت لاحقا هيئة المسائلة والعدالة. فكان لها دور كبير في إبعاد البعثيين عن الوظائف. دخل الجلبي والمؤتمر الوطني العراقي الانتخابات ضمن المجلس الاعلى الإسلامي تحت مسمى (ائتلاف المواطن) لعضوية البرلمان العراقي وفاز بعضويته في الانتخابات التي أجريت في 30 إبريل 2014.حيث أصبح رئيسا للجنة المالية البرلمانية حتى وفاته في 3 نوفمبر 2015 دفن في الحضرة الكاظمية في بغداد.

## حياته

### ولادته ونشأته
هو أحمد عبد الهادي عبد الحسين علي هادي حسن محمد الجلبي الطائي. ولد في (30 أكتوبر 1944) في العاصمة العراقية بغداد من أسرة عراقية ثرية تعمل في القطاع المصرفي ولها علاقات بالملكية الهاشمية التي كانت تحكم العراق إذ شغل جده عبد الحسين الجلبي 9 مناصب وزارية في الحكومة العراقية آنذاك ووالده عبد الهادي الجلبي كان وزيرا للأشغال العامة في حكومة نوري السعيد  ويملك منطقة الحرية في بغداد، إذ كانت تسمى قبل تسميتها الحالية بمنطقة الهادي نسبة إلى مالكها. وشقيقه رشدي الجلبي كان نائبا عن الكاظمية عام 1948. كان أحمد الجلبي أصغر أشقاءه. وفي عام 1958 غادر العراق مع عائلته قضى أغلب أوقاته متنقلا بين الأردن ولبنان والمملكة المتحدة والولايات المتحدة الأمريكية، باستثناء فترة (1992-1997) عندما عاد إلى العراق عن طريق اقليم كردستان لقيادة انتفاضة ضد صدام حسين من جبال كردستان.

### دراسته
تخرج من جامعة جونز هوبكنز في الولايات المتحدة ثم درس الرياضيات في جامعة شيكاغو وحصل منها على درجة الدكتوراه الفلسفية بالرياضيات، ثم درس بمعهد ماساشوستس للتكنولوجيا. وعمل استاذا للرياضيات في الجامعة الأمريكية في بيروت.

### زواجه وابناءه
تزوج بالسيدة اللبنانية ليلى عسيران ابنة السياسي عادل عسيران في عام 1972 في بيروت وقام بعقد قرانه السيد موسى الصدر ولديه ولدين وهما هاشم وهادي الجلبي وإبنتين هما مريم الجلبي وتمارا الجلبي 

## نشاطاته الاقتصادية
- قام الجلبي بتأسيس بنك البترا في  الأردن بعد دعوة من الأمير حسن شقيق الملك حسين عام 1976 وأدخل أول نظام كمبيوتر في العمل المصرفي في الشرق الأوسط[8] وأصبح من أهم البنوك في منطقة الشرق الأوسط حتى إعلان إفلاسه
- أسس بعض الشركات في بريطانيا
- أسس شركة تصميم برامج كمبيوتر وقام ببيعها
- أسس هو وزوجته شركة لتكنولوجيا بطاقات الائتمان في الأردن وقام ببيعها أيضا [8]

### قضية بنك البترا في الأردن
هناك أيضا مزاعم بارتكابه مخالفات مالية تصل إلى حد الجنايات. ففي عام 1992 حُكم عليه غيابيا في محكمة عسكرية أردنية بتهمة انهيار بترا بنك، الذي شارك في تأسيسه عام 1977. وبعد مرض الملك حسين ومكوثه في مستشفى مايوكلينك في شيكاغو 1998/1999، التقى بالجلبي واعترف بأن المحكمة العسكرية كانت لإرضاء صدام حسين وبرأ الجلبي من جميع المزاعم. [بحاجة لمصدر] كما يدعي الجلبي أن صدام هو المدبر لهذا الأمر بدليل أن المدانين في هذه القضية هم أفراد عائلته فقط بينما بقية أعضاء مجلس إدارة البنك تم تبرأتهم 

## حياته السياسية
منذ خروجه من العراق وإكمال دراسته كان الجلبي معروف بمعارضته لحزب البعث وصدام حسين ويعتبر الجلبي السبب في تدويل قضية المعارضة العراقية وإقناع الأمريكان بضرورة الإطاحة بحكم صدام حسين وإنشاء حكومة جديدة وكان محل اهتمام المحللين السياسين في الغرب كخليفة محتمل لصدام حسين لكن الجلبي ينفي أن كان يطمح للحصول على منصب بعد إنشاء حكومة عراقية جديدة

### المحاولة الأولى
بعد حصوله على شهادة الدكتوراه سافر الجلبي في عام 1969 إلى طهران للعمل على إسقاط حزب البعث وعقد عدة اجتماعات مع معارضين عراقيين أبرزهم سعد صالح جبر نجل رئيس الوزراء العراقي السابق صالح جبر وبالتعاون مع الأكراد بزعامة الملا مصطفى البارزاني وبدعم من السافاك جهاز المخابرات الإيراني في ذلك الوقت لكن هذه المحاولة في الانقلاب فشلت ويُحمّل الجلبي السافاك سبب الفشل.

### عمله مع فئات المعارضة الأُخرى
وخلال مقابلات صحفية، قلل الجلبي من احتمالات أن يتولى دورا رئيسيا في أي حكومة مقبلة في العراق. وقال " شخصيا، لن أسعى لكي أصبح رئيسا للعراق، ولا أبحث عن المناصب. ومهمتي ستنتهي بتحرير العراق من حكم صدام حسين. دعا الجلبي إلى تشكيل حكومة ائتلافية لنقل البلاد إلى حكم ديمقراطي ببناء فيدرالي يمثل جميع الأعراق والطوائف. بعدها قام بتأسيس ما يسمى بالبيت الشيعي مع بعض السياسيين الشيعة.
وكان الجلبي يحظى بدعم في العديد من القطاعات داخل الكونغرس الأمريكي ووزارة الدفاع (البنتاجون) سابقاً، ولكن يعتقد أنه لا يحظى بدعم يذكر بين أوساط المعارضات الأخرى التي تنأى بنفسها عن المؤتمر الوطني العراقي. وكان الجلبي قد تبنى خطة «المدن الثلاث» التي ترمي إلى أن يقوم المنتفضون بالاستيلاء على عدد من المناطق الرئيسية، ثم عزل وتطويق صدام. ولكن تلك الخطة لا تحظى بدعم يذكر بين الحكومات العربية المجاورة، التي قالت إنها لن تسمح للجلبي بأن يقود جيشا لتحرير العراق من أراضيها.
في عام 1998 قام الرئيس الأمريكي بيل كلينتون بإقرار خطة لإنفاق نحو 90 مليون دولار لمساعدة المعارضة العراقية، وخصوصا المؤتمر الوطني العراقي بهدف الإطاحة بنظام صدام حسين. كان أحمد الجلبي أحد أعضاء مجلس الحكم في العراق الذي شكل في عام 2004، ثم عضو في الحكومة العراقية الانتقالية.

### إعلان شيعة العراق (2002)
هو حصيلة نقاشات ولقاءات عقدت خلال عام 2001 و2002 في لندن شارك فيه مثقفون وسياسيون ورجال دين وعسكريون وشيوخ قبائل وأدباء، يطرح هذا المؤتمر نظرة الشيعة لمستقبل العراق ويعرف العالم بأن المعارضة الشيعية هي معارضة سياسية وليس معارضة طائفية ونشأت نتيجة الاضطهاد والتمييز الطائفي منذ تأسيس الدولة العراقية عام 1921 وأبرز أهدافه كانت:-
- إلغاء الديكتاتورية وإقامة نظام ديمقراطي (نيابي دستوري)
- اعتماد النظام اللامركزي والسماح للمحافظات بإدارة شؤونها المحلية دون الرجوع إلى السلطة المركزية في بغداد
- إلغاء سياسة التمييز الطائفي من خلال إقرار الحقوق السياسية والمدنية للشيعة في العراق وضمان حرية النشاط الديني وإقامة الشعائر الدينية وإنشاء المساجد والحسينيات واستقلال المؤسسة الدينية (الحوزة العلمية والمرجعية) بعيدا عن تدخل السلطة.[9][10]

### رئيس للجنة المالية في البرلمان العراقي
بعد خوضه الانتخابات في عام 2014 حصل الجلبي على عضوية في البرلمان العراقي وانتخب رئيسا للجنة المالية البرلمانية وخلال هذه الفترة قدم العديد من المشاريع والتوصيات إلا أن أغلبها لم تؤخذ بها ولم يتم التصويت لصالحها

## مشاريعه

### مشروع الإقليم الرابع
هو مشروع حلف سياسي بين العراق وسوريا وتركيا وإيران من كل الجوانب حيث يتعاون دول الحلف تعاوناً أمنياً واقتصاديا حيث يدعم الزراعة والصناعة المحلية لدول الحلف وأيضا استيعاب العلم والتكنلوجيا وتوطينها محليا وبما يدعم اقتصاديات دول الحلف، وكذلك يضمن ترك الخلافات بين هذه الدول والتركيز على الثروات والمصالح المشتركة ومعالجة مشاكل الأكراد بما يضمن إنهاء العنف والقمع واحترام حقوقهم اللغوية والثقافية والسياسية، سمي بالإقليم الرابع بسبب أن الجغرافيون الأوائل كانوا يقسمون الأرض إلى سبعة أقاليم والمنطقة التي يقع فيها العراق هي جزء مما كان يعرف بالإقليم الرابع ضمن ذلك التقسيم.

### مجلس الحكماء
هو مشروع إنشاء هيئة خاصة تضم علماء ومفكرين متخصصين بدراسة العراق وجغرافيته وتاريخه وطبائع شعبه ومشاكلهم، وهي بمثابة لجنة تخطيطية ترفع توصيات إلى الجهات السياسية المسؤولة

### نقل الثروة من الحكومة إلى الشعب
عمل الجلبي على أن يشرع مادة دستورية تضمن نقل الثروات من الحكومة إلى الشعب وهذا ماحصل فقد شرعت فقرة في الدستور العراقي / الباب الرابع - المادة 108 تنص على «النفط والغاز هو ملك كل الشعب العراقي في كل الأقاليم والمحافظات» ويعمل هذا القانون على معالجة مشكلة معروفة وموروثة في العراق وهي غنى الحكومة وفقر الشعب.

## وفاته
توفي أحمد الجلبي فجر يوم الثلاثاء 3 نوفمبر 2015 في بغداد عن عمر يناهز 71 عاما إثر نوبة قلبية، على الرغم من ظهور بعض النظريات التي تشكك بوفاته الطبيعية وتداول في الإعلام بعض المؤامرات حول اغتياله بالـسم إلا أن التقرير الطبي النهائي أظهر أن وفاته طبيعية إثر نوبة قلبية ودفن الجلبي في الحضرة الكاظمية.